# Yoper
Yoper (англ. Your Operating System — «Ваша операционная система») — дистрибутив Linux, предназначенный для ПК с процессорами типа i686 (Pentium Pro) и выше. Распространяется новозеландской компанией Yoper, расположенной в Окленде.
Проект основал Андреас Жирарде и ведёт Тобиас Гершнер  .
По мнению авторов проекта, дистрибутив удовлетворяет запросы сетевых коммуникаций, цифровые возможности мультимедиа, графики и звука.
Разработчики стремятся оптимизировать сборку Yoper, чтобы он стал «самым быстрым коробочным дистрибутивом» .
Проект был остановлен в конце 2012 года.